# Тончка Чеч Олга
Антонија Тончка Чеч Олга (Клек, код Трбовља, 10. мај 1898 — Аушвиц, 3. новембар 1943) била је учесница Народноослободилачке борбе и народни херој Југославије.

## Биографија
Рођена је 10. маја 1896. у селу Клек, код Трбовља. Њен отац Антон био је рудар, који је имао мало земље. У Трбовљу је завршила основну школу, а потом и дактилографски курс, што је у то време за девојку из радничке породице представљало знатно образовање. Као дактилограф радила је у разним уредима. Године 1920. била је учесник штрајка у руднику угља Трбовље, а исте године примљена је и у Комунистичку партију Југославије (КПЈ). Након забране рада КП Југославије, 1921. била је хапшена и прогоњена од полиције, због чега се касније преселила у Љубљану, где је радила у револуционарним синдикатима као службеник, а политичку делатност развијала је међу женама.
Као успешан политички радник постала је члан Покрајинског комитета КП за Словенију, али како је као комунист била комитована код полиције и власти, одлуком руководства КПЈ је 1927. упућена у Совјетски Савез, ради даљег школовања. Након завршетка студија на Комунистичком универзитету националих мањина Запада, радила је у совјетским синдикатима и политичким форумима. Током боравка у СССР, удала се за једног југословенског политичког емигранта, родом из Карловца, који је касније отишао у Шпанију, где се у редовима Интернационалних бригада борио на страни Шпанске републике у грађанском рату, али је погинуо.
У Краљевину Југославију вратила се 1937. и одмах се активно укључила у политички живот, настављајући са револуционарним радом. Активно је радила на омасовљењу организација тада формиране Комунистичке партије Словеније. Као позната комунисткиња, за коју је полиција знала да је боравила у Совјетском Савезу, хапшена је и осуђивана, али је увек настављала са партијским радом. Једно време је партијски деловала у рударским центрима у Трбољву, Храстнику, и Загорју, а после је прешла у Цеље, где је најпре била члан Среског, а потом и Окружног комитета. Како јој је 1940. запретила нова опасност од хапшења и интернације у логор Билећа, прешла је у илегалност. Током исте године пребачена је на политички рад у Трбовље. Ухапшена је почетком марта 1941, али је пуштена из затвора након избијања војног пуча и масовних антифашистичких демонстрација.
Након напада Немачке на Совјетски Савез, 22. јуна 1941. и масовних хапшења свих познатих комуниста и антифашиста, поново је прешла у илегалност. У току лета 1941. била је борац у Ревирској партизанској чети, формираној од рудара из Трбовља, али је у јесен исте одине пребачена на партијски рада, где је преузела дужност секретара једог Рејонског комитета у Загорју. Почетком 1942. упућена је на дужност секретара Окружног комитета КПС за Козјанско. Ово подручје северно од Саве, између Сотле и Савиње, имало је нешто индустријских радника и рудара, док су села у унутрашњости била доста заостала. Како је у овом подручју Народноослободилачки покрет, у односу на остала подручја Словеније, био у приличном заостатку, њен задатак је био да га омасови и прошири. Уз њено учешће и залагање, од партизана који су почетком маја 1942. из Првог штајерског батаљона упућени у Козјанско и нових бораца, формирана је Козјанска партизанска чета, која је извршила више успешних акција.
Услови за борбу су били веома тешки, пошто је окупатор спроводио терор и контролисао територију. Олга је као искусна илегалка, успевала да избегне потерама, које су биле честе. Дана 28. августа 1942. заказала је састанак Окружног комитета у коме су, поред партизана и илегалаца, били и неки мештани. Састанак је требало да се одржи код једне усамљене капелице, у близини села Топлово, изнад Севнице, али је нњмачка полиција сазнала за место и време одржавања састанка и опколила цео крај. Два члана комитета су погинула, једног су припадници 72. резервног немачког полицијског батаљона заробили, а Тончка Чеч је рањена и ухапшена.
Како је била рањена, Немци су је лечили у болници у Цељу, са надом да ће је због „њихове бриге” приволити на сарадњу. Након опоравка, пребачена је из болнице у затвор, где је ислеђивана и мучена, али током истраге није одала никог од својих сарадника. Када су након борбе на планини Доровље, 7. новембра 1942. Немци убили 17 партизана, а 7 заробили, пред затвором су изложили мртве, а заробљеницима су прикачили на груди натписе са погрдним називима. Заробљеним партизанима прикључили су тада и Тончку Чеч, коју су изубијану и окрвављенум прислонили уза зид и ставили јој преко груди таблу са натписом — Ја сам дроља и убица, Антонија Чеч. Упркос батинама које је претрпела, она је клицала Народноослободилачком покрету. Тада је сачињено неколико фотографија мртвих и заробљених партизана, које су сачуване и касније постале симбол отпора фашизму.
Након дуге истраге у цељском затвору, Антонија Чеч је пребачена у концентрациони логор „Аушвиц“, који се налазио на окупираној територији Пољске. У овом логору је 3. новембра 1943. угушена у гасној комори.
Указом председника ФНР Југославије Јосипа Броза Тита 21. јула 1953. проглашена је за народног хероја.